# Welle:Erdball

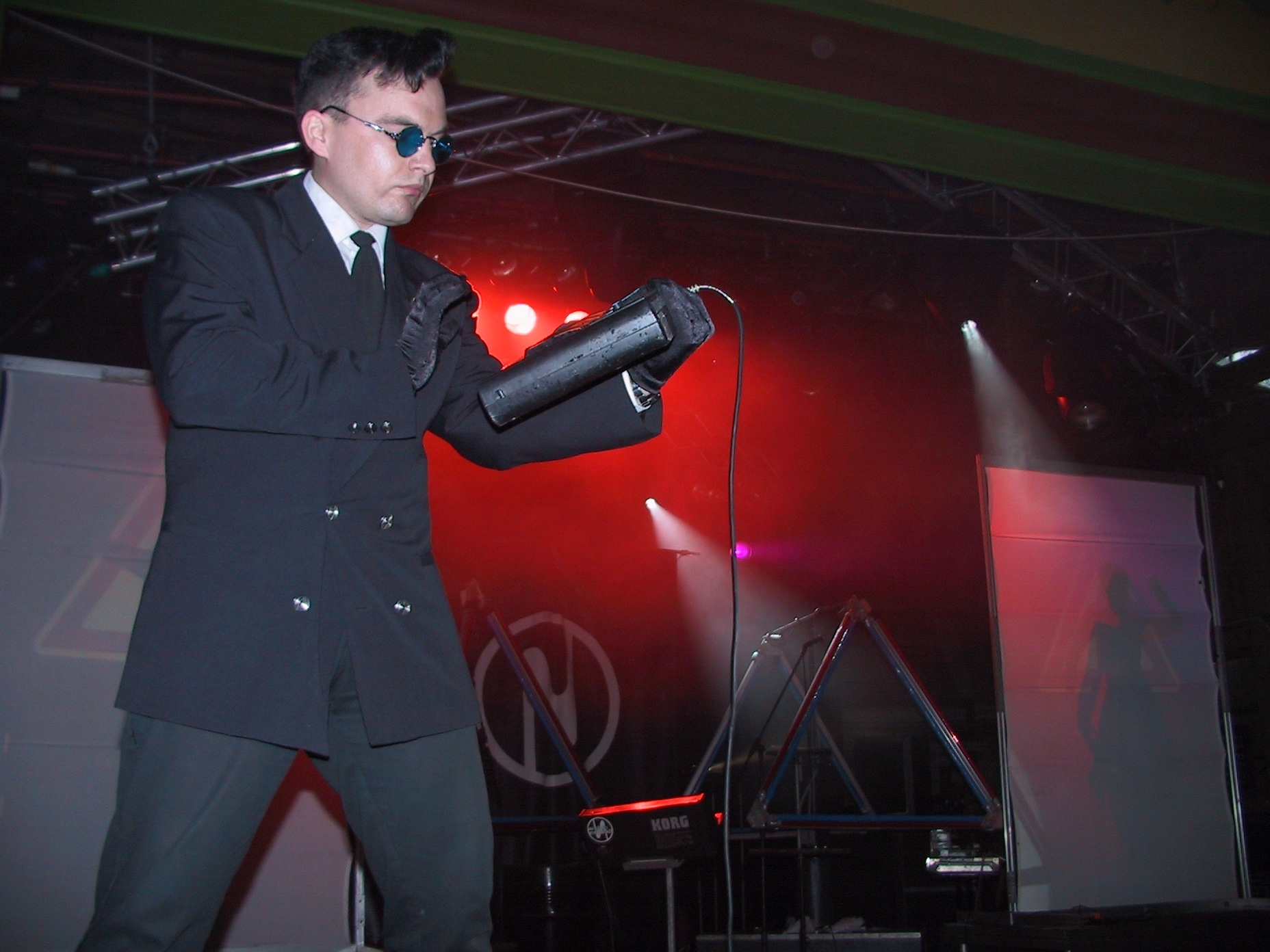
Welle: Erdball under Arvikafestivalen 2005.

Welle: Erdball är en tysk synthpop/bitpopgrupp som grundades 1990.
Karakteristiskt för Welle: Erdball är skivor där radioinslag är del av lyssningsupplevelsen. Bland annat finns mer eller mindre fiktiva intervjuspår, väderrapporter etcetera. Dessutom finns det ett inlagt "radiobrus" i början av flera låtar och emellan spåren. Namnet är hämtat från en tysk radioteaterpjäs från 1920-talet och betyder "Jordens Radiostation", eller ordagrant "Våg: Jordglob". Bandets logo är en vriden Trabant-logotyp. Ett tema i många av bandets låtar är en kritik mot modern teknologi som Nintendos spelkonsol, medan bandet gjort hyllningssånger till äldre teknologi som Commodore-hemdatorn, Volkswagens "bubbla" och filmformatet Super 8-film.

## Medlemmar
- Hannes "Honey" Malecki - Sång och text
- Lady Lila - Slaginstrument och sång (2013-2018, 2020-)
- M.A. Peel (2017-)
- c0zmo (2018-)

Bandmedlemmarna framträder alltid under pseudonym, deras lagvigda namn är knappt kända ens för deras mest inbitna fans.
Ibland nämns även C-64:an som en medlem i gruppen. Något som kanske inte är så ologiskt med tanke på hur mycket den används i låtarna. 

### Tidigare medlemmar
- Alf "A.L.F." Behnsen (-2019)
- Zara (-2005)
- Soraya vc. (-2004)
- KayCat (-2002)
- Xenia G-Punkt
- Frl. Plastique [Marlene Tilda Mikaelsdóttir] (2005-2013)
- Frl. Venus (2003-2018)
- Isa (-1995)
- Miss Moonlight (2018-2020)

## Diskografi

### Album
- 1994 - Frontalaufprall Synthetic Symphony

      1994 – Frontalaufprall Promo, Synthetic Symphony
- 1995 - Alles ist möglich Synthetic Symphony
- 1996 - Tanzpalast 2000 Synthetic Symphony
- 1998 - Der Sinn des Lebens Synthetic Symphony
- 2002 - Die Wunderwelt der Technik Synthetic Symphony

      2002 – Die Wunderwelt der Technik 2xCD Ltd, Energy Rekords

      2002 – Die Wunderwelt der Technik 2xCD Enh, Synthetic Symphony

      2003 – Die Wunderwelt der Technik, Soyuz Music

      2005 – Die Wunderwelt der Technik LP, Energy Rekords
- 2003 - 2 Originals of Welle:Erdball: Frontalaufprall + Alles ist möglich 2xCD, Synthetic Symphony
- 2004 - Horizonterweiterungen 12”, Synthetic Symphony
- 2006 - Chaos Total Synthetic Symphony

      2006 – Chaos Total Enh+DVD-V, Soyus Music
- 2010 - Operation Zeitsturm 2xDVD +CD, PGM
- 2011 - Der Kalte Krieg DVD+CD, PGM
- 2014 - Tanzmusik für Roboter
- 2020 - Engelstrompeten & Teufelsposaunen

### Maxisinglar och EP
- 1993 - Nyntändo-Schock Synthetic Symphony
- 1995 - W.O.L.F. Synthetic Symphony
- 1998 - Deine Augen (… leuchten für mich) / Arbeit Adelt! Synthetic Symphony
- 2000 - Starfighter F-104G Synthetic Symphony

      2000 – Starfighter F-104G Ltd, Synthetic Symphony

      2000 – Starfighter F-104G, Energy Rekords
- 2001 - Super 8, Synthetic Symphony

      2001 – Super 8, Energy Rekords

      2001 – Super 8 Ltd, Synthetic Symphony
- 2001 - VW-Käfer & 1000 Tage Ltd, Synthetic Symphony

      2001 – VW-Käfer & 1000 Tage, Synthetic Symphony

      2001 – VW-Käfer & 1000 Tage, Energy Rekords
- 2003 - Nur tote Frauen sind schön, Synthetic Symphony
- 2001 - Chaos Total Club EP Promo, Synthetic Symphony
- 2008 - Ich bin aus Plastik! Vinyl-single, Synthetic Symphony
- 2008 - Ich bin aus Plastik! CD-Maxisingle, Synthetic Symphony
- 2013 - Computerklang
- 2014 - Ich rette Dich!
- 2014 - Die Liebe der <3. Art
- 2015 - 1000 Engel
- 2017 - Gaudeamus Igitur
- 2019 - Die Unsichtbaren